# Куликов, Дмитрий Кузьмич
Дми́трий Кузьми́ч Кулико́в (18 сентября (1 октября) 1912 — 11 июня 1964) — советский астроном.

## Биография
Родился 18 сентября (1 октября) 1912 года в деревне Малая Уронда (ныне Ивановская область), в 1936 году окончил ЛГУ и был оставлен в аспирантуре обсерватории этого университета. Преподавал курс практической астрономии в Ленинградском горном институте.
В 1939—1946 годах находился в рядах Советской Армии, участник Великой Отечественной войны.
С 1946 года работал в ИТААН (в 1949—1956 — учёный секретарь, с 1956 — заведующий отделом «Астрономического ежегодника СССР»).
Основные труды в области практической астрономии, теоретической астрономии и небесной механики. Предложил метод обработки результатов наблюдений и составления эфемерид пар Цингера. Автор монографии «Теория эфемерид пар Цингера и каталог 500 пар звезд в системе ГКЗ на эпохи 1950.0 и 1970.0» (1951). Детально разработал методику определения окончательных кометных орбит по большому количеству наблюдений. Под его руководством была проведена работа по реформе «Астрономического ежегодника СССР», связанная с рекомендациями и решениями Международного астрономического союза. Его работы, посвященные методике вычисления эфемерид повышенной точности на короткие промежутки времени, имели большое значение для космонавтики.
Умер 11 июня 1964 года в Ленинграде. В его честь назван астероид № 1774.

## Награды и премии
- Сталинская премия третьей степени (1952) — за теорию и расчёт астрономических таблиц для быстрого измерения времени при геодезических работах
- медали